# Oswald Mosley
Pour les articles homonymes, voir Oswald et Mosley.
Oswald Mosley, 6e baronnet, est un homme politique britannique, né le 16 novembre 1896 à Mayfair (quartier de Londres) et mort le 3 décembre 1980 à Orsay (Essonne), en France. Il est le fondateur de la British Union of Fascists (BUF) en 1932.
Élu député en 1918, ce riche aristocrate siège parmi les conservateurs avant de rompre et de siéger dans l'opposition.
Marié à Cynthia Curzon, il perd son siège en 1923, et rejoint le Parti travailliste, étant à nouveau élu en 1926, siège qu'il conserve jusqu'en 1931. Pendant un an, il est chargé du chômage dans le gouvernement de Ramsay MacDonald, avant de démissionner en mai 1930.
Après une brève tentative de créer une « opposition nationale » en fondant le New Party, il crée la BUF et s'éloigne du parlementarisme, embrassant l'antisémitisme.
Proche de Mussolini et remarié secrètement en 1936 en Allemagne à Diana Mitford, admiratrice, comme sa sœur Unity, d’Adolf Hitler — qui assiste avec le couple Goebbels à la cérémonie — il est interné pendant la Seconde Guerre mondiale.
Il tente de continuer sa carrière politique après la guerre, en créant le National Party of Europe.
Il est le père de Max Mosley, président de la Fédération internationale de l'automobile de 1993 à 2009, organisation notamment chargée de superviser les compétitions de Formule 1.
En 2005 le magazine BBC History (en) le nomme « pire Britannique du XXe siècle ».

## Jeunesse et Première Guerre mondiale
Oswald Ernald Mosley, fils aîné d'Oswald Mosley, 5e baronnet of Ancoats (1874-1928), un riche excentrique, souvent ivre et passionné de chasse à courre, est né dans une famille de la gentry britannique du Staffordshire, dont on retrouve avec certitude la trace jusqu'au XVe siècle, la fortune familiale ayant été jadis bâtie sur la draperie.
Son père est le cousin au troisième degré du comte de Strathmore Claude Bowes-Lyon, père d'Elizabeth Bowes-Lyon, future reine consort britannique, ce qui faisait d'Oswald Mosley un arrière-cousin de la reine Élisabeth.
En 1900, après la séparation de corps obtenue par sa mère Katharine Maud Edwards-Heathcote cinq ans après le mariage, il est élevé par celle-ci et son grand-père paternel, Oswald Mosley, à Belton Hall, propriété des Heathcote, près de Market Drayton (Shropshire). Son grand-père a hérité de Rolleston Hall, près de Burton upon Trent dans le Staffordshire, où il est à la tête d'une économie quasi-féodale, pratiquement tous les gens de la région travaillant pour lui. Le jeune Oswald apprend alors la boxe, l'escrime et la chasse.
Éduqué jusqu'à neuf ans par sa gouvernante, puis au pensionnat de West Downs School (en) (Winchester) et au Winchester College, dont il sort à l'âge de 16 ans, il entre à l'Académie royale militaire de Sandhurst en janvier 1914, mais en est expulsé dès juin avec plusieurs autres camarades pour son comportement indiscipliné.
Cependant, avec l'arrivée de la guerre, cela est vite oublié et il est nommé sous-lieutenant de cavalerie au 16th (The Queen's) Lancers [1715-1922] le 1er octobre 1914. Le régiment est envoyé en Irlande s'entraîner. Impatient de combattre, Mosley s'engage dans le Royal Flying Corps tout juste créé, l'ancêtre de la Royal Air Force, et part pour le front.
Il est alors envoyé en France, où il participe à plusieurs missions d’observation au-dessus des lignes allemandes, avant de partir s'entraîner au pilotage à Shoreham.

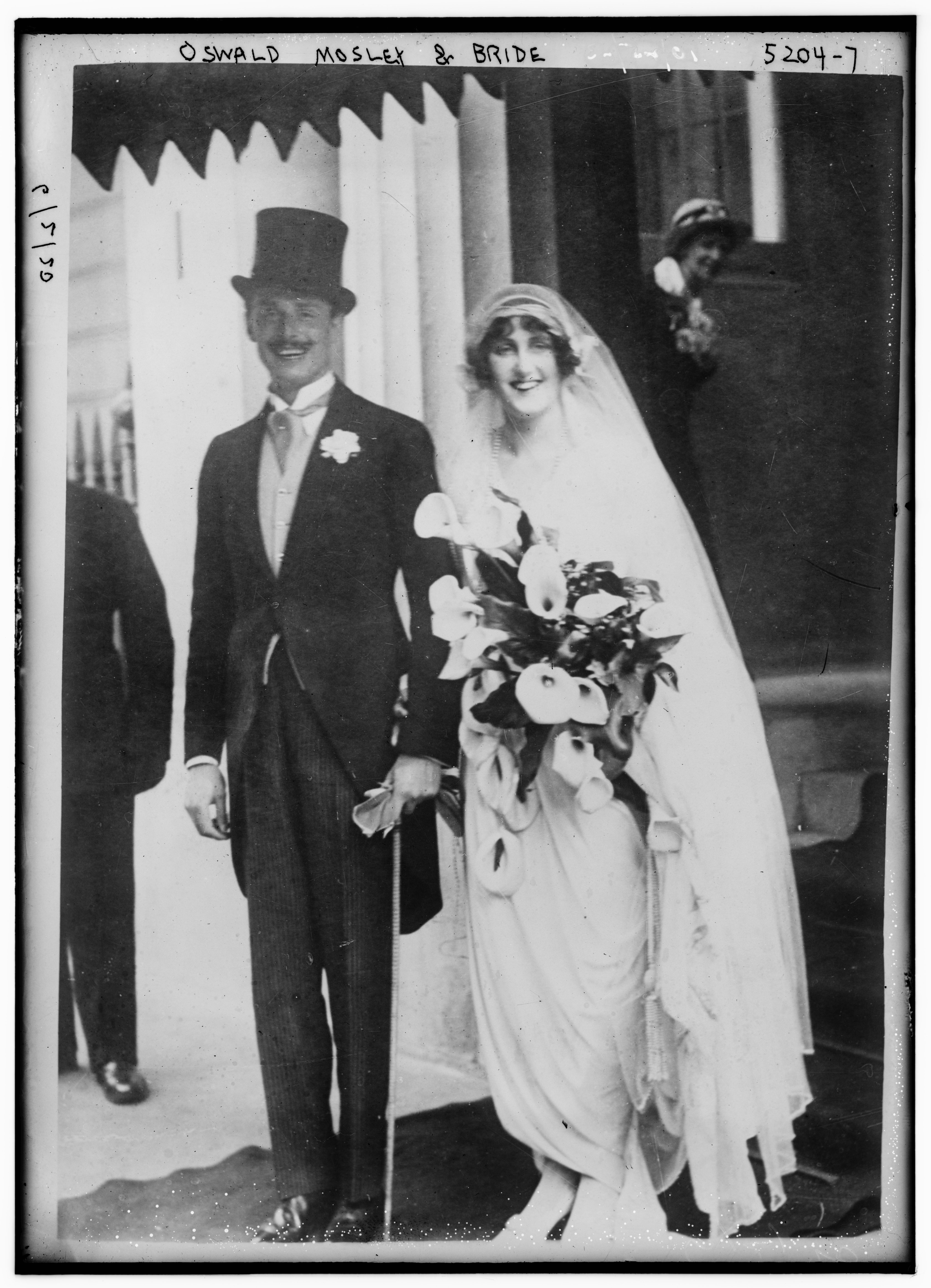
Oswald et Cynthia Mosley, née Curzon, lors de leur mariage en 1920.

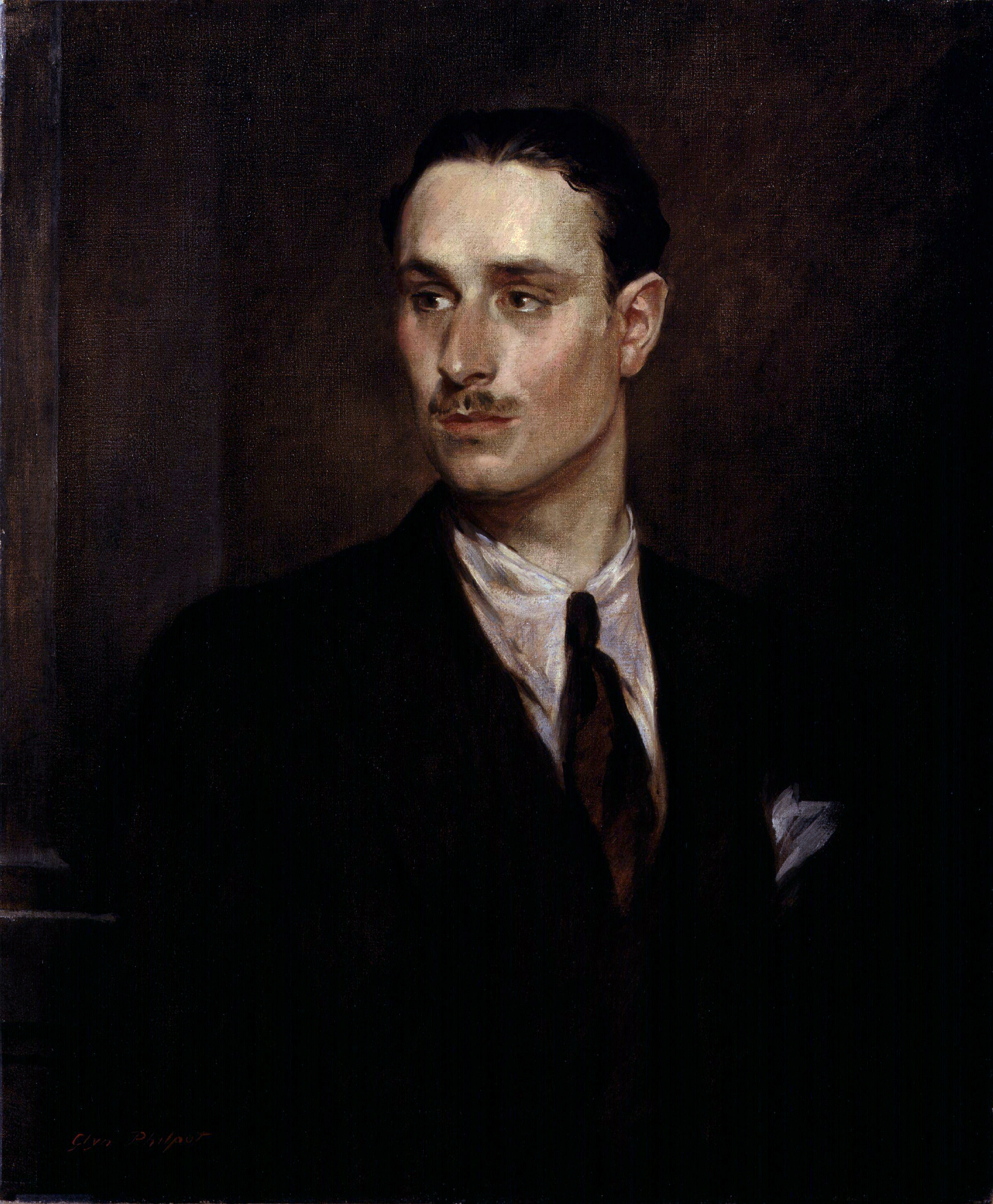
Oswald Mosley, par Glyn Philpot (1922).

En mai 1915, juste après avoir obtenu son brevet de pilote, un accident lors d'un atterrissage lui brise une jambe. Alors que sa jambe n’est pas encore tout à fait remise, et pour pallier la pénurie d'officiers à la suite des lourdes pertes des premiers mois de guerre, Mosley est rappelé dans son régiment, qui se bat alors dans les tranchées françaises. Il participe à la deuxième bataille d'Ypres. Au bout de quelques mois, il est renvoyé au Royaume-Uni pour être opéré. Sa jambe est sauvée mais reste plus courte que l'autre de quatre centimètres, l'obligeant à porter toute sa vie une chaussure orthopédique pour limiter sa claudication.
D’octobre 1916 jusqu’à la fin de la guerre, il travaille dans un bureau au ministère des Affaires étrangères, fréquentant assidûment les cercles de la haute société et acquérant une réputation de séducteur ; il passe le reste de sa vie à « jongler » avec plusieurs femmes en même temps, dont la sœur de son épouse qu'il fréquentait au moment même de son mariage, et surtout Diana Mitford, épouse du richissime héritier Bryan Walter Guinness, Lord Moyne, qui fréquentait assidûment les Bright Young People, la jeunesse aristocratique festive des Années folles. Devenue l'une de ses maîtresses en 1932, elle divorce pour lui en 1933 et l'épouse en 1936.

## Ses débuts en politique
En 1918 il se présente aux Élections générales et est élu député pour la circonscription de Harrow, appartenant aux Unionistes (conservateurs) qui soutiennent cependant le gouvernement de Lloyd George (libéral). À 22 ans, il est le plus jeune membre de la Chambre des communes, rejoignant un groupe de jeunes parlementaires (surnommés les « bébés ») qui ambitionnent de créer un parti centriste. Lors de la campagne, il défend un programme social et étatiste, baptisé « impérialisme socialiste », en rupture avec le libéralisme de Manchester (salaire minimum, réduction du temps de travail, plein emploi, destruction des taudis, augmentation des bourses universitaires, nationalisation des transports et de l'électricité, protectionnisme agraire, etc.), couplé avec la défense de l'« Angleterre aux Anglais » (expulsion des « étrangers indésirables » et restriction de l'immigration), au centre d'un Empire lui assurant sa puissance. Au niveau international, il soutient la Société des Nations.
En novembre 1919, il part à Plymouth soutenir la campagne de Nancy Astor, première femme à être élue parlementaire (sur les listes du parti conservateur).
Il rencontre alors Cynthia, fille de Lord Curzon, ex-vice-roi des Indes et alors ministre des Affaires Étrangères (cf. ligne Curzon) ; fiancés en mars, ils se marient en mai 1920. Le roi George V et la reine Mary assistent au mariage, de même que la famille royale belge, le roi (Albert Ier et le reine Élisabeth).
Après une lune de miel à Portofino (Italie), les nouveaux époux continuent à fréquenter la haute société des Années folles. Ils ont trois enfants :
- Vivien Mosley (1921-2002), qui épouse le 15 janvier 1949 Desmond Francis Forbes Adam (1926-1958), éduqué à Eton College et au King College de l’université de Cambridge, dont elle a deux filles ;
- Nicholas (1923-2017) ;
- Michael Mosley (1932-2012), célibataire et sans enfants.

Vivant à Smith Square (en) (Westminster) ils louent plusieurs maisons de campagne et achètent Savehay Farm, un manoir accompagné d'une propriété de 60 hectares à Denham (Buckinghamshire).
Lady Cynthia, oratrice comme son époux, l'accompagne sur la scène politique tout au long de sa vie, étant elle aussi élue parlementaire en 1929, et ce malgré ses déboires conjugaux. Mosley reste en effet un homme à (nombreuses) femmes, ce dont il ne se cache guère ; du temps même de son mariage, il est l'amant de sa belle-sœur, Lady Alexandra Curzon, filleule de la reine Alexandra de Danemark, et brièvement de sa belle-mère par alliance, Grace Curzon ; enfin, à partir de 1932 et de façon prolongée, il a pour maitresse Diana Guinness, née Mitford, qu'il épouse ensuite, sa femme étant décédée en 1933.

### Des conservateurs aux travaillistes
Défendant la cause des anciens combattants et des ouvriers d'usine, Mosley est rapidement déçu par les conservateurs qu'il a rejoints.
Mais c'est sur la question irlandaise que le conflit avec le cabinet Lloyd George est consommé. Mosley s'oppose aux « Black and Tans », une force de police auxiliaire, qualifiée de « gangs de mercenaires » par sa biographe Jan Daley, qui répondait aux indépendantistes irlandais par la violence massive. Il déclare alors :
« Le nom même de la Grande-Bretagne en était souillé, toutes les règles de conduite militaire étaient bafouées, tous les instincts nobles et humains étaient scandalisés. »
Le débat s'envenime, et le 3 novembre 1920 il passe des rangs de droite à ceux de l'opposition, siégeant en tant qu'indépendant. Il devient peu après secrétaire du Conseil pour la paix avec l'Irlande (Peace with Ireland Council), présidé par Henry Bentick, un conservateur, et auquel appartiennent également Ramsay MacDonald, Lord Hugh et Robert Cecil. Le groupe est soutenu par « The New Statesman » fondé par Sidney et Beatrice Webb. La guerre d'indépendance irlandaise aboutit en 1921 au traité anglo-irlandais, soutenu par Mosley.
En 1922 il est à nouveau élu à Harrow, en tant qu'indépendant. En mars 1924, il rejoint avec sa femme le Parti travailliste.

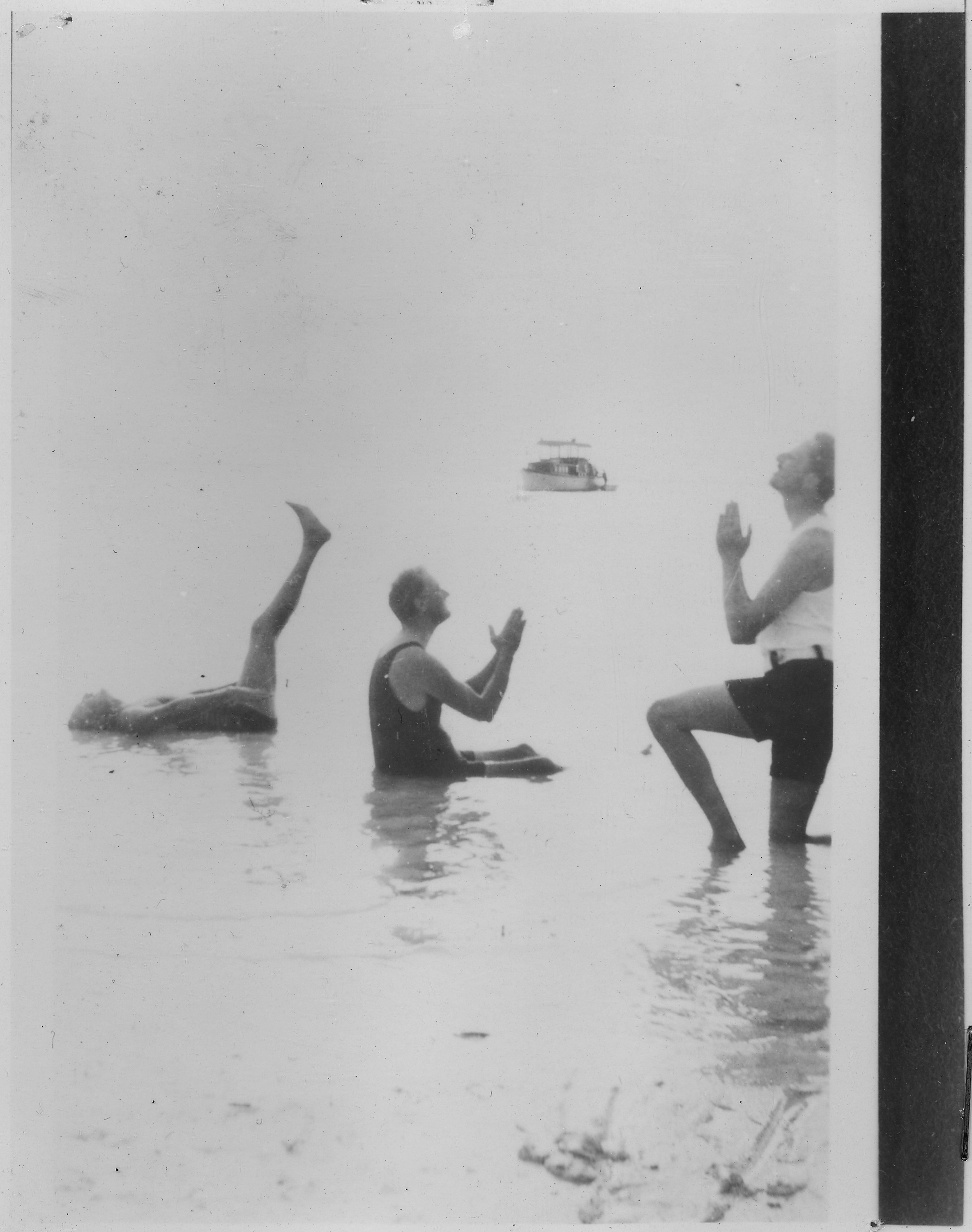
F. D. Roosevelt, Maunsell Crosby et O. Mosley en Floride, en février 1926.

En novembre 1924, pouvant choisir entre 70 circonscriptions pour se faire élire, il décide, par défi, de se présenter à Ladywood (en) afin d'affronter Neville Chamberlain, dont la famille détenait le siège depuis soixante-dix ans. Défait par une courte marge (77 voix), il part en Inde et en Amérique et écrit La Révolution par la raison (1925), qui deviendra les « Propositions de Birmingham », un an avant la grève générale de 1926. Il est alors très proche du travailliste John Strachey, à qui il dédie son livre et qui devient son secrétaire parlementaire l'année suivante.
Mosley parvient à revenir au Parlement à la faveur d'une élection partielle à Smethwick, en janvier 1927, accompagné en 1929 de sa femme, elle-même élue à Stoke-on-Trent.
Les « camarades Mosley » alternent engagement politique et mondanités, recevant chez eux Cecil Beaton, photographe homosexuel travaillant pour Vanity Fair et Vogue, le critique d'art Sacheverell Sitwell et le scénographe Oliver Messel, voyageant à Paris et Venise, etc. Fréquentant bals et salons décrits dans la presse, celui que l'on appelle « le milliardaire rouge » mène une existence de bon vivant agrémentée de femmes, ce qu'il formulait en privé ainsi : « Votez travailliste, couchez conservateur ».
Après la victoire travailliste aux élections de mai 1929 Mosley entre au Gouvernement et est fait Chancelier du duché de Lancastre par le Premier ministre Ramsay MacDonald, étant l'un des quatre secrétaires d'État chargés du chômage, sous les ordres de James Henry Thomas. Il reste un an au Gouvernement, période durant laquelle le nombre de chômeurs double, atteignant les 2 millions, bientôt 2,5 millions à la mi-1930 (5 millions en Allemagne, 6,5 millions aux États-Unis).
Le 23 janvier 1930, Mosley présente de façon confidentielle à MacDonald le Mosley memorandum, qui réclame un programme de cinq ans pour protéger l'industrie nationale de la concurrence des pays à bas salaires, la modernisation du textile (ce secteur avait été quasiment abandonné et délocalisé en Inde), le contrôle des banques afin qu'elles soient obligées de financer les entreprises britanniques, d'importants travaux publics, l'arrêt des investissements britanniques à l'étranger et, enfin, une augmentation des indemnités de chômage et un abaissement de l'âge de la retraite. John Maynard Keynes avait vu une esquisse du projet, qu'il considéra « très habile et éclairante ».
Le patron de Mosley, J. H. Thomas, menaçant de démissionner, le document est transféré de sous-commission à sous-commission, avec l'espoir de l'enterrer. Par maladresse de J. Strachey ou fuite délibérée, le document est transmis à la presse, obligeant le gouvernement à en débattre publiquement. Le projet est rejeté, officiellement à cause de ses propositions, mais en réalité pour un autre motif : Mosley avait prévu de conférer à divers groupes, travaillant sous l'autorité directe du Premier ministre, l'autonomie par rapport au Parlement, afin d'accélérer les réformes, projet qui avait été jugé trop autoritaire. Il démissionne en mai 1930.

### La fondation du New Party
À l'automne 1930, il présente à nouveau ce programme au congrès du Parti travailliste, qui le rejette de quelques voix (1 046 voix pour, 1 251 contre[réf. nécessaire]), tout en donnant à son auteur une standing ovation et en le réélisant au Comité exécutif national du parti[réf. nécessaire]. En décembre, dix-sept députés travaillistes signent le manifeste Mosley (Politique nationale face à l'urgence nationale). William Morris, constructeur automobile, lui fait alors don de 50 000 livres sterling.
En février 1931, cinq des signataires du manifeste, dont sa femme Cimmie, Olivier Baldwin (en), et Robert Forgan, quittent le parti travailliste (Labour party). Avec eux, et avec le conservateur W. E. D. Allen, il fonde le 28 février 1931 le New Party, ce qui lui vaut d'être exclu du parti travailliste en mars.

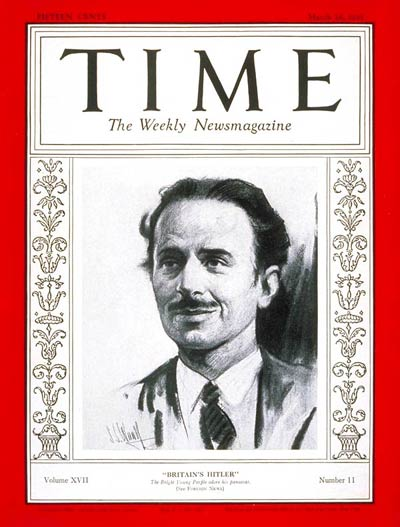
« Britain's Hitler » : Mosley en couverture du Times, en 1931.

Il appelle alors à un nouveau gouvernement « capable d'agir ». Lors de l'élection partielle d'Ashton-under-Lyne (près de Manchester), en avril 1931, malgré une organisation encore faible, le candidat du New Party, Allan Young, recueille 16 % des voix (4 472 voix). Mais en divisant l'électorat travailliste, il permet surtout l'élection d'un député conservateur à la Chambre des communes, qui l'emporte avec 12 420 voix contre son rival du parti travailliste (11 005 voix).
Le New Party attire des travaillistes en rupture, tels que Wogan Philipps, futur communiste ; l'ami de Mosley J. Strachey ; Harold Nicolson, qui reviendra ensuite vers les travaillistes ; ainsi que des « gros bras », recrutés par le capitaine de l'équipe nationale de rugby Peter Howard. L'auteur de romans policiers Peter Cheyney le soutient un temps avant d'être écarté.
Le New Party se dote le 16 juin du journal Action (160 000 exemplaires à son summum), publié par Harold Nicolson. Malgré la crainte qu'il inspire aux travaillistes, le New Party est déchiré en son sein. Durant cette période, Mosley a des entretiens confidentiels avec Lloyd George, Winston Churchill et d'autres, ambitionnant de créer une « opposition nationale ». Dès juillet 1931, Strachey et Allan Young quittent le parti. Le présentateur radiophonique Cyril Joad démissionne peu après, dénonçant les tendances fascisantes de Mosley et l'usage de la violence. Fin juillet, le gouvernement annonce une réduction de 20 % des (faibles) allocations-chômage, et Mosley fait un discours explosif devant 40 000 personnes dans le Derbyshire avant de partir quatre semaines en vacances dans le Sud de la France.
Le parti présente 24 candidats aux élections générales du 21 octobre 1931, dont Mosley à Stoke-on-Trent et le boxeur illettré Kid Lewis à Stepney ; ils sont tous battus, y compris Mosley. Les tirages du journal s'effondrent totalement en décembre, et le parti subit une hémorragie.

## Le virage fasciste
Cet échec marque fortement Mosley et ses partisans. Tandis que le New Party subit une hémorragie, Mosley s'envole le 18 janvier 1932 pour Rome, où il est reçu par Mussolini, qu'il revoit à l'automne 1932, accueilli par une parade fasciste.
En avril 1932, il dissout le New Party pour fonder, le 1er octobre 1932, l'Union des fascistes britanniques (« The British Union of Fascists », ou BUF) en présence de 32 membres, au quartier général de Great George Street. Peu de compagnons politiques lui restent fidèles, à l'exception, notamment, de Robert Forgan et Bill Allen, rejoints par l'ex-travailliste John Beckett (en).
Son « virage fasciste » ajoute un désaccord politique à ses démêlés conjugaux : au printemps 1932, il rencontre la jeune mondaine Diana Guinness et entretient en même temps une relation avec celle-ci et sa propre belle-sœur, Alexandra Metcalfe, ainsi qu'avec d'autres conquêtes passagères ; sa femme, qui réprouve son virage politique, accepte pour la forme de présider la section féminine du parti, devenant ainsi son égérie. Le jour de l'inauguration de la BUF, Mosley publie Une plus Grande-Bretagne, exposant le fascisme à l'anglaise — texte qui, cependant, ne fait aucune référence aux Juifs.
En dépit de son existence de « viveur » mondain et oisif, Mosley n'hésite pas à écrire :
« L'État n'a pas de place ni pour le parasite ni pour le décadent, qui consacrent leurs loisirs à détruire leur capacité à servir le bien public. »
La fête du Nouvel An 1933, organisée par les Mosley, est décrite par les journaux, le Daily Worker moquant Mosley qui avait envoyé un éclair au chocolat à la figure de la décoratrice Syrie Maugham, en montrant « comment les fascistes s'amusent » et ironisant sur le « surhomme » Mosley et « futur dictateur de Grande-Bretagne ».
Selon l'historien François-Charles Mougel, toutefois :
« Ce n'est qu'après 1933 et surtout à partir de 1935 que Mosley, qui rencontrera alors Hitler, subira, par l'intermédiaire de Diana Mitford et de sa sœur Unity, hitlériste déchaînée, l'influence du nazisme. Prétextant répondre aux attaques des Juifs, dans les milieux populaires de l'East End londonien comme au sein des élites, il va développer un violent antisémitisme, associé à son discours anti élitaire, anti ploutocratique, et nationaliste. Même si ses relations avec le Führer demeureront plus épisodiques qu'avec Mussolini […], Mosley n'hésitera pas à s'aligner sur les thèses nazies et à donner à son mouvement le titre significatif de British Union of Fascists and National Socialists en 1936… »

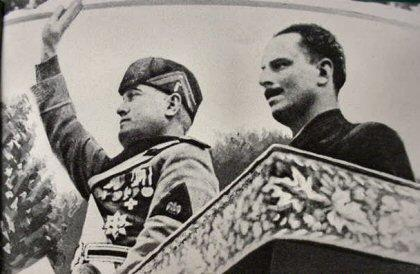
Mosley et Mussolini, en 1936.

La BUF se dote rapidement de tout le décorum de l'époque : un siège (la Maison noire), un hebdomadaire (La Semaine fasciste, puis La Chemise noire, puis de nouveau Action), un service d'ordre militarisé (les Chemises noires, dirigés par le policier Eric Hamilton Piercy), et même de clubs de football. À l'été 1934, le mouvement compte déjà 40 000 adhérents, peut-être 50 000. Il est le premier parti britannique à adopter un programme keynésien, tentant par ailleurs de récupérer les membres des autres mouvements fascistes, en particulier des British Fascists fondés en 1923.
La BUF est financièrement soutenue par Mussolini, peut-être jusqu'en 1935, et ensuite, après avoir été renommée en 1936 British Union of Fascists and National-Socialists, de façon très épisodique par Hitler. Les fonds transiteront notamment par Bill Allen, qui informe par ailleurs le MI5 ; Mosley, du reste, est au courant de ses contacts avec le MI5, ce qui n'empêche pas Allen d'être un fasciste sincère.
Mosley, à la recherche de finances pour l'expansion de sa BUF, table dans un premier temps à la fois sur le fascisme italien et sur le nazisme allemand : les deux luttent entre eux pour obtenir la prééminence sur la scène internationale et Mosley fait sa cour aux deux mouvements. La grande différence entre ces deux mouvements est l'antisémitisme : le fascisme n'est pas anti-juif, le nazisme l'est. C'est seulement quand Mussolini s'apprête à cesser de le financer que le BUF de Mosley intègre totalement l'antisémitisme.
Au printemps 1933 la BUF recrute de toutes parts (Unity Mitford, la sœur de Diana Mitford et future intime d'Hitler y adhère en secret) ; les quatre plus hauts responsables ne viennent toutefois pas de la politique : Ian Hope Dundas, les intellectuels Alexander Raven Thomson et A. K. Chesterton, antisémite notoire, et William Joyce, autre antisémite féroce responsable du journal The Blackshirt.
En avril 1933, il se rend de nouveau à Rome pour l'Exposition fasciste internationale, sa femme décédant peu après, ses enfants sont recueillis par sa belle-sœur Irene Curzon (avec qui il a également eu une relation), Alexandra Curzon, continuant sa liaison avec Mosley, tandis que la mère de Mosley prend la présidence de la section féminine de la BUF.
C'est avec elle qu'en juillet 1933 Mosley défile à la tête de 1 000 « Chemises noires » dans Londres ; dès cette année, Mosley commence à être surveillé par le MI5. La BUF se lança dans une campagne de grands meetings à travers le Royaume-Uni épicée de nombreux combats avec les communistes; Mosley organise le 22 avril 1934 son plus gros meeting : 10 000 personnes au Royal Albert Hall (Londres).
À cette époque, qui marque son apogée, la BUF demeure plus ou moins respectable, et Mosley parvient à créer des sections dans la fonction publique, dans les universités de Londres et Birmingham, dans des écoles privées, ainsi qu'à créer des contacts dans la Royal Air Force et à fonder un club d'aviation fasciste dans le Gloucestershire en 1934.
La BUF séduit ainsi des députés insatisfaits, par exemple Bob Boothby[réf. nécessaire] et Harold Macmillan[réf. nécessaire], tous deux conservateurs, Lord Beaverbrook, ou encore Lord Rothermere. Ce dernier, propriétaire du Daily Mail, y publie d'ailleurs en janvier 1934 un article très favorable à la BUF, « Hurrah to Black Shirts! ». Parmi les sympathisants, le lancier du Bengale Yeats-Brown, Donald Macgill (en) et le capitaine Luttmann Johnson. Quelques rares intellectuels ont des contacts éphémères et discrets avec la BUF, dont l'artiste Wyndham Lewis, l'écrivain Ezra Pound (qui écrivit pour la BUF À quoi sert l'argent ?), ou le pacifiste Henry Williamson, qui rejoint la BUF en 1937 et tente de convaincre Lawrence d'Arabie de rejoindre le groupe (celui-ci meurt avant).

Mosley et Diana Mitford, le 4 octobre 1936.

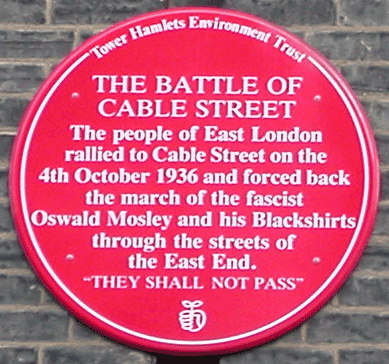
Plaque commémorative de la bataille de Cable Street à Londres, en octobre 1936.

Le 7 juin 1934, Mosley organise un gigantesque meeting à l'Olympia, en présence de 2 000 « Chemises Noires » et 12 000 spectateurs d'horizons divers, dont de nombreux antifascistes. Les écrivains Storm Jameson, Aldous Huxley, Naomi Mitchison (socialiste), le romancier Julian Symonds, Ritchie Calder, Arthur John Cummins, la féministe et pacifiste Vera Brittain, et le socialiste Claud Cockburn (cousin d'un ami de Diana, Evelyn Waugh), ainsi que divers députés et journalistes sont présents.
Le Parti communiste et le Daily Worker ont appelé à faire barrage à ce rassemblement fasciste, qui se termine en bagarres, les « Chemises Noires » expulsant les provocateurs de façon très violente. Le lendemain, The Times publie une lettre, signée par les députés tories Scrymgeour-Wedderburn, T.J. O'Connor et Anstruther-Gray, protestant contre ce « déplorable outrage à l'ordre public » : la BUF venait de perdre sa respectabilité.
Le magnat de la presse Lord Harmsworth, dont le Daily Mirror, à l'instar du Daily Mail soutient les « Chemises Noires », lui retire son appui. L'antisémitisme de Mosley devient explicite, et il prononce le lendemain son dernier discours à la BBC jusqu'à ce qu'il soit de nouveau autorisé à y parler en 1968. La Nuit des Longs Couteaux accentue l'hostilité du public à son égard, et la BUF ne peut préparer l'élection de 1935.
Mosley ne se décourage pas, prenant la parole dans en moyenne 200 réunions par an et devenant de plus en plus explicitement antisémite. La violence lors des meetings perdure, atteignant son apogée en octobre 1936, lors de la bataille de Cable Street dans East End, provoquée par la décision de la BUF de parader dans un quartier à forte population juive. Cette bataille rangée provoque la promulgation du Public Order Act 1936 (en) qui interdit les uniformes en public, les organisations paramilitaires, et soumet toute manifestation à l'autorisation préalable de la police.
Aux municipales de Londres, le 6 mars 1937, la BUF obtient toutefois un succès modeste, ses listes rassemblant entre 14 et 23 % des suffrages. Peu après, William Joyce quitte le parti avec une série de sympathisants en raison de conflits personnels et de problèmes financiers de la BUF, Mosley réduisant en mars 1937 de 70 % son budget et licenciant la grande majorité de son état-major, lequel passe de 140 à 30 personnes en une journée. Joyce part fonder la National Socialist League. Le meeting de Mosley à Earls Court en 1939 aurait été le plus grand meeting en salle jamais organisé au Royaume-Uni[réf. nécessaire].
En 1936, Mosley épouse (discrètement vis-à-vis de la société anglaise) sa maîtresse Diana Mitford, en Allemagne, chez Joseph Goebbels, en présence du couple, de Unity la sœur de Diana et d'Adolf Hitler, qui félicite ses amis de cette union ; Bill Allen est son témoin. Cette union, qui n'est connue en Grande-Bretagne qu'en 1938, y fait scandale.
Diana soutient l'action politique de son mari et partage son sort tout au long de la guerre ; ils ont deux enfants :
- Oswald Alexander Mosley (1938-2005), père de Louis Mosley (né 1983).
- Max (1940-2021).

## La Seconde Guerre mondiale
L'approche de la guerre voit Mosley et ses partisans devenir de farouches pacifistes et se lancer de toute leur force dans une campagne pour la paix. Cela, même après la déclaration de guerre.
En janvier 1940, une brochure pacifiste de la BUF — The British Peace: How to Get it — est diffusée à 100 000 exemplaires, et le 27 du même mois Winston Churchill est chahuté par la foule à Manchester aux cris de « Vive Mosley ! Vive la paix ! ». En février 1940, la BUF tient 41 meetings pour la paix. Elle en tient encore 100 en avril et, le 5 mai, pas moins de 22 meetings ont lieu le même jour. Mais presque aussitôt, Mosley et 80 cadres de la BUF sont internés en vertu du Defence Regulation 18B qui suspend l'habeas corpus pour les suspects de sympathies nazies. Rares sont ceux qui s'opposent à cette mesure, alors que les autorités craignent une « cinquième colonne », crainte accentuée par la prise de pouvoir de Quisling en Norvège. Cette crainte sera parfois confirmée par des infiltrations de l'Intelligence Service par des partisans de Mosley et leur collaboration avec les services de renseignements allemands. Mosley est d'abord emprisonné à Brixton. Diana, aux dires de sa propre famille, éminemment ambitieuse et considérée comme un danger public en ce temps de guerre, est elle aussi emprisonnée, à Holloway. Tom, le frère de Diana, fait jouer sa connexion avec le Premier ministre Churchill et en décembre 1941 Mosley est réuni à sa femme dans la section pour couples à Holloway.
En juin la BUF tient encore cinq meetings pour la paix, ce qui entraîne une nouvelle vague d'arrestations ; au total, 1 300 manifestants sont emprisonnés, dont 735 membres de la BUF. Le 23 novembre 1943, alors qu'après le débarquement en Sicile les autorités ont relâché environ la moitié du millier d'internés,[réf. nécessaire] Mosley est libéré pour raisons de santé. Le couple est placé en détention à domicile à l'hôtel Shaven Crown à Shipton-under-Wychwood, Oxfordshire, jusqu'à la fin de la guerre.

## Le néofascisme et l'Europe

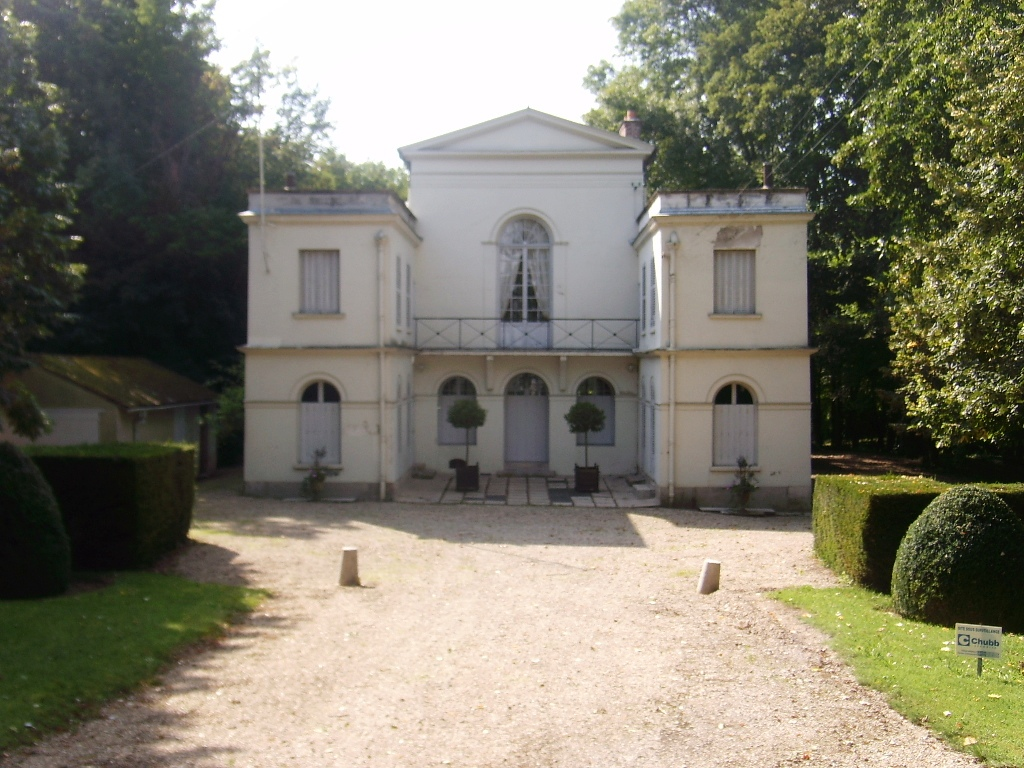
Le Temple de la Gloire à Orsay, domicile des Mosley après la guerre.

Après la Seconde Guerre mondiale Mosley fait sa réapparition avec la publication du livre The Alternative, qui jette les bases du Mouvement de l'union (Union Movement) fondé le 8 février 1948 ; celui-ci atteint son apogée au début des années 1960, avec environ 1 500 membres et peut-être 15 000 sympathisants.
Il s'installe en Irlande en 1951, puis en France, vivant entre l'ex-« Temple de la Gloire » du général Moreau à Orsay (France, Essonne), découvert avec son épouse en décembre 1950, et Venise au mois d'août.
En retrait par rapport à son activité antérieure, il continue cependant à s'impliquer sur la scène politique dans le mouvement néofasciste, entretenant ses liens avec l'Espagne franquiste et le Portugal de Salazar.
Il se rend en Argentine rencontrer le général Peron ; devient intime de Ramón Serrano Súñer, beau-frère de Franco et ex-ministre des Affaires étrangères, qui l'aide beaucoup après la guerre ; fait également la connaissance de Giorgio Almirante, chef de file du Mouvement social italien.
Le journal Action reparaît et le nouveau mouvement participe aux élections avec des résultats plutôt faibles (mais jamais inférieur à 6 %), avec quelques pointes à 33 % en 1953 à Moorfields, et à 20 % en 1968 à Bethnal Green. Idéologiquement, Mosley se fait alors l'apôtre de la « Grande Europe », continuant à défendre des conceptions d'«  ultradroite ». Il revient en 1959 au Royaume-Uni pour disputer un siège, un an après les émeutes raciales de Notting Hill provoquées par des Teddy Boys racistes, axant la campagne sur la répression de l'immigration noire, notamment antillaise.

Les signataires de la conférence de Venise (4 mars 1962), de gauche à droite : Jean Thiriart (Jeune Europe), Adolf von Thadden (Reichspartei), O. Mosley (Union Movement), un inconnu, Giovanni Lanfre (Mouvement social italien).

En 1961 il participe à une conférence sur l'immigration en compagnie du jeune David Irving, futur négationniste notoire.
Il publie les journaux The National European et The European, dans lequel s'implique fortement son épouse Diana ; son seul livre publié en français a pour titre La Nation Europe, ce qui l'amène à travailler d'abord avec Francis Parker Yockey, le fondateur du premier Front européen de libération, puis avec Jean Thiriart (Belgique), avec lequel il fonde en mars 1962 le National Party of Europe, représentant à Venise, en 1962, la Grande-Bretagne pour une réunion de néofascistes européens (conférence de Venise, 4 mars 1962).
Une nouvelle candidature en 1966 échoue encore plus qu'en 1959 ; puis Mosley publie son autobiographie, Ma Vie, en 1968.
Atteint de la maladie de Parkinson, il meurt le 3 décembre 1980 à Orsay à l'âge de 84 ans ; ses cendres sont dispersées dans un étang du lieu.

## Héritage
L'Union movement et le journal Action lui survivent quelque temps sous la direction de Jeffrey Hamm. De nos jours, les partisans d'Oswald Mosley sont regroupés dans l'association Friends of Oswald Mosley (en) et maintiennent un site internet consacré à la BUF et à Oswald Mosley.
Aucun des groupes nationalistes actuellement actifs au Royaume-Uni n'a de filiation directe avec Mosley, tous étant en effet issus, à travers scissions et regroupements, de la Ligue des Loyalistes de l'Empire, elle-même fondée par des scissionnistes de la BUF en 1939. Ces derniers, dirigés par A. K. Chesterton, avaient refusé de suivre la ligne pacifiste du parti et s'étaient déclarés en faveur de l'entrée en guerre du Royaume-Uni.
En 2019, Brenton Tarrant, auteur des attentats de Christchurch (51 morts et 49 blessés), diffuse un manifeste où il affirme qu'Oswald Mosley est sa principale source idéologique, avec la conservatrice Candace Owens